# Scărișoara
Scărișoara es una comuna ubicada en el distrito de Olt, Rumania.

## Superficie
Posee una superficie de 44,92 kilómetros cuadrados.

## Demografía
Hasta 2021 la población era de 2901 habitantes, con una densidad de población de 64,58 habitantes por kilómetro cuadrado.